# Galite

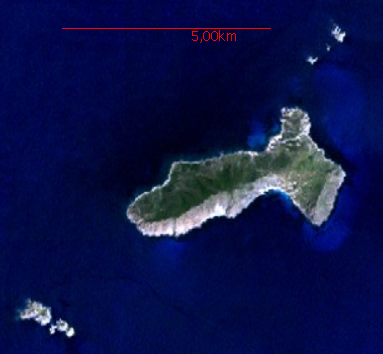
Souostroví Galite z vesmíru

Galite (جالطة) je souostroví sopečného původu ve Středozemním moři, které je součástí Tuniska. Leží 80 km severovýchodně od města Tabarka a je nejsevernějším bodem Afriky. Je tvořeno hlavním ostrovem Galite, který měří 5,5 km na délku a 3 km na šířku, a menšími neobydlenými ostrůvky: západní skupinu tvoří Le Galiton a La Fauchelle, východní skupinu Le Gallo, Le Pollastro a La Gallina. Celková rozloha souostroví je 8 km². Nejvyšším bodem je 391 metrů vysoký Bout de Somme.
Ostrov je navštěvován turisty pro zachované přírodní prostředí. Vegetaci tvoří makchie, pěstují se fíky a víno, v čistých vodách okolo ostrovů žije množství ryb.
Na ostrově Galite byl za francouzské nadvlády držen v izolaci budoucí prezident Habíb Burgiba.